# チョコレートTV
『チョコレートTV』（チョコレートティービー）は、水野宗徳の小説。『本とも』と『問題小説』に掲載され、2012年2月17日に単行本が徳間書店から、2014年6月6日に徳間文庫版が刊行された。
2014年にはテレビドラマ『おわこんTV』（主演 ： 千葉真一、制作 ： NHK BSプレミアム）が、7月1日から8月19日まで放送された。

## 小説
テレビ局・テレビ番組制作会社で働く裏方たち「テレビマン」の様々な失敗談や奮闘ぶりを6つのエピソードに分けたオムニバスとなっている。
- ドキュメンタリー編 Q.ドキュメンタリー番組に出る一般人の出演料はいくらですか？
- ドラマ編 Q.なぜ、犯人は崖に追い詰められるんですか？
- バラエティー編 Q.熱湯風呂はどのくらい熱いのですか？
- 心霊番組編 Q.心霊番組はヤラセですか？
- プライベート編 Q.テレビマンが撮影するホームビデオは、普通の人とどう違うのですか？
- 芸能人編 Q.芸能人が引退を決めるのはどんな時ですか？

## テレビドラマ
『おわこんTV』（おわこんテレビ）は、日本のテレビドラマ。主演は千葉真一。2014年7月1日から8月19日まで全8回をNHK BSプレミアム・プレミアムよるドラマで放送された。タイトルの「おわこん」は「終わったコンテンツ」を意味する。サブタイトルは「このドラマ、NHK的に大丈夫？」。
ドラマ・バラエティーのコンテンツと人材を輩出してきた業界ドラマを、フジテレビジョンとともに展開してきた共同テレビが制作に携わっている。千葉真一は往年の男臭い演技とは一味違う軽いタッチで、主人公の名物社長・荒巻源次郎を演じている。第1, 2回「ドキュメンタリーは真実ですか？」（前・後編）は文化庁芸術祭参加作品として、10月19日にNHK総合テレビジョンで放送された。このドラマがきっかけで戸次重幸と市川由衣が知り合い、2015年に結婚した。

### ストーリー
テレビ番組制作会社「チョコレートTV」の荒巻源次郎（千葉真一）は、業界のウラのウラまで知り尽くす名物社長。社員20名の規模ながらバラエティーやドキュメンタリー、ドラマなどの制作を請け負っている。テレビ業界が栄華を極めたのは過去の話で、普通の会社と変わらず、キー局やスポンサーに気を使うのに今日も必死。少ない予算と厳しい視聴率競争の中で、荒巻と社員が一丸となって番組制作に打ち込み、テレビ業界の荒波を乗り切っていく。

### キャスト
弱小制作プロダクション「チョコレートTV」
- 荒巻源次郎（社長） - 千葉真一
- 三橋圭祐（ドキュメンタリーディレクター） - 小泉孝太郎
- 皆本加奈子（ドラマプロデューサー） - 片瀬那奈
- 篠田岬 （バラエティーAD）- 福田沙紀
- 木下正治（バラエティーAD。新人） - 冨浦智嗣
- 塚本順 （バラエティーAD）- 遠藤雄弥
- 高橋隼 （バラエティー総合演出） - 戸次重幸
- 蒲田律 （経理。新人） - 市川由衣

複数回ゲスト
- 木村節子（一人暮らしの未亡人。1 - 2回） - いしだあゆみ
- コング鉄平（リアクション芸人。1, 4回） - 上島竜兵
- バラエティ番組「男の子女の子」出演芸人（1, 4回） - ダーリンハニー / 風藤松原 / ブラックパイナーSOS / ばーん / マシンガンズ
- 米田ツヨシ（ベテラン芸人。1, 5, 7 - 最終回） - 阿南健治
- 重成義人（大日本テレビ編成担当。1, 5, 7 - 最終回） - 入江雅人
- 広瀬弘介（中央テレビ編成担当。1, 6 - 最終回） - 金剛地武志
- 槙野部長（7 - 最終回） - 草野康太
- 蒲田俊太（律の息子。7 - 最終回） - 須田瑛斗
- あさこ先生（幼稚園の先生。7 - 最終回） - 松岡由美

そのほか
- ナレーション - 露木茂

### スタッフ
- 演出 - 松木創・淵上正人（以上、共同テレビ）
- 原作 - 水野宗徳『チョコレートTV』（徳間書店）
- 脚本 - 松木創・下山健人・田中一彦・葛木英
- 主題歌 - サンボマスター 「愛してる愛して欲しい」[10]
- 制作統括 - 磯智明（NHK）、川西琢（共同テレビ）
- 制作著作 - NHK、共同テレビ

### 放送日程
| No.    | 放送日  | サブタイトル                                              | 演出     | 脚本     | ゲスト                                                                                 |
| ------ | ------- | --------------------------------------------------------- | -------- | -------- | -------------------------------------------------------------------------------------- |
| 第1回  | 7月01日 | ドキュメンタリーは真実ですか？（前編）                    | 松木創   | 松木創   | 本宮泰風・藤本幸太郎（声）                                                             |
| 第2回  | 7月08日 | ドキュメンタリーは真実ですか？（後編）                    | 松木創   | 田中一彦 | 若木萌・星名梨那                                                                       |
| 第3回  | 7月15日 | 2時間ドラマの犯人は、どうして崖に追いつめられるんですか？ | 松木創   | 葛木英   | 大森博史・岡田浩暉・黒坂真美・小野ゆたか・藏内秀樹・永倉大輔・武藤令子・山科享・加藤満 |
| 第4回  | 7月22日 | 熱湯風呂の温度は何度ですか？                              | 松木創   | 下山健人 | 木部哲                                                                                 |
| 第5回  | 7月29日 | 独立すると年収10倍って本当ですか？                        | 松木創   | 下山健人 | 神保悟志・佐伯新・井上肇・佐藤みゆき・深澤大河・笠松将・井上浩                         |
| 第6回  | 8月05日 | なぜテレビはつまらなくなったのですか？                    | 松木創   | 松木創   | 無し                                                                                   |
| 第7回  | 8月12日 | プロの作る番組は本当に面白いのですか？                    | 淵上正人 | 下山健人 | 由夏・中ノ瀬由衣・関根洋子・中村貴子・落合孝裕・高橋琉晟                               |
| 最終回 | 8月19日 | テレビは“おわこん”じゃないですよね？                      | 松木創   | 松木創   | 安住啓太郎・岡本りか                                                                   |